# وينتر بارك، فلوريدا
وينتر بارك هي مدينة في مقاطعة أورانج (فلوريدا)، فلوريدا. بلغ عدد سكانها 27,852 نسمة وفقًا لتعداد الولايات المتحدة 2010.

## أعلام
- داريوس واشنطن جونيور
- تشارلز ر. بيري
- أل لاتيمر
- لورين طومسون
- سمر فينيكس
- ريتشارد مانويل
- فيليب كروسبي
- هال فوستر
- وينستون تشرشل
- إدوارد غرني